# Dmitrij Jaškin
Dmitrij Jaškin (ur. 23 marca 1993 w Omsku) – czeski hokeista pochodzenia rosyjskiego, reprezentant Czech.
Jego ojciec Alexej i brat Michail również zostali hokeistami.

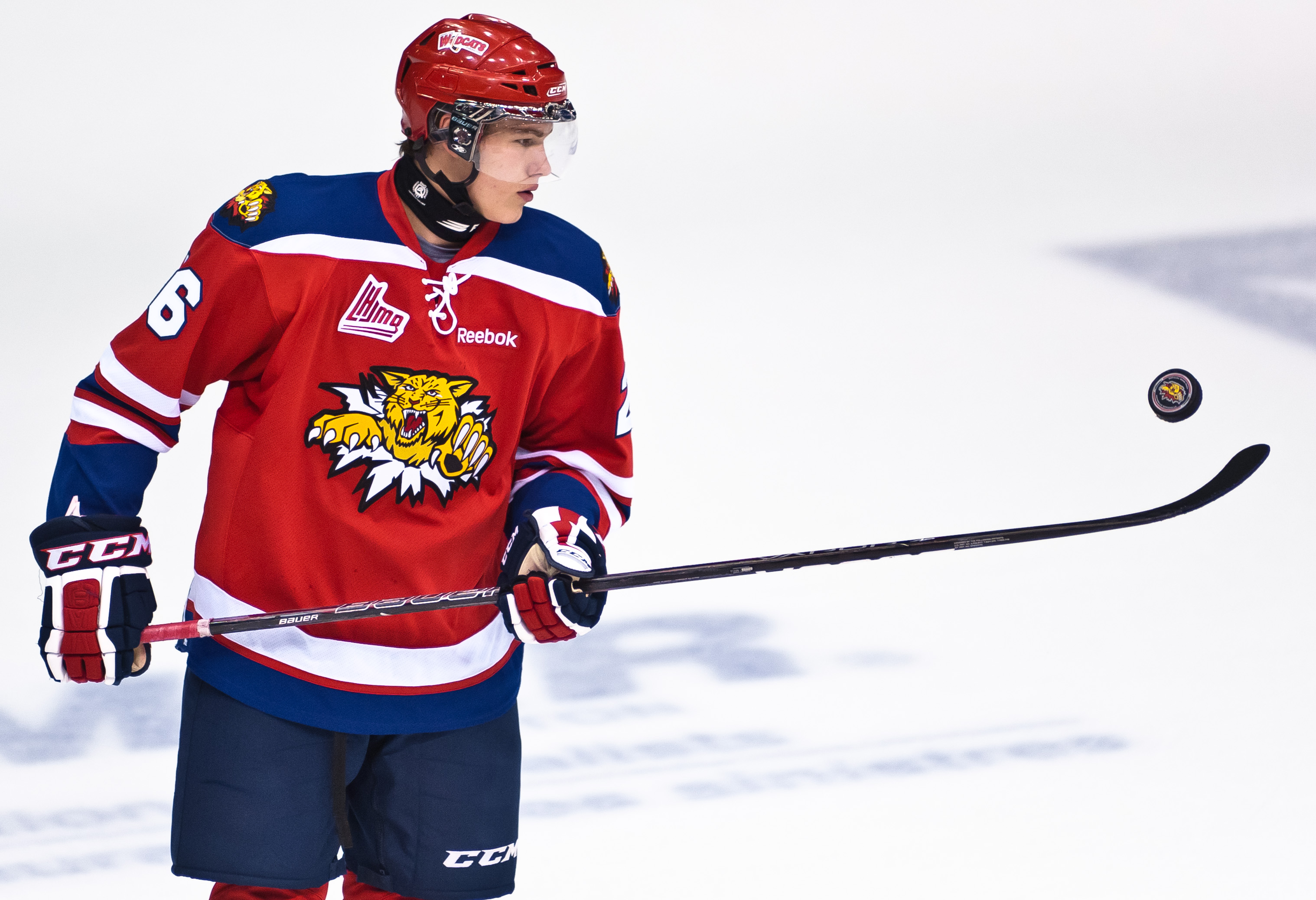
Dmitrij Jaškin w barwach Moncton Wildcats (2012)

## Kariera
Dmitrij Jaškin został wybrany z pierwszym numerem w drafcie juniorów KHL 2010 przez Sibir Nowosybirsk oraz z 41. numerem w NHL Entry Draft 2011 przez St. Louis Blues. W kwietniu 2013 strony doszły do porozumienia w sprawie 3-letniego entry-level contract. W lipcu 2015 zawodnik przyjął propozycję rocznego kontraktu z drużyną z Saint Louis. W czerwcu 2016 strony porozumiały się w sprawie kolejnego, dwuletniego kontraktu. W lipcu 2018 Jaškin podpisał roczny, wart 1,1 mln dol. kontrakt z Blues. 1 października 2018 Jaškin został wystawiony przez Blues na listę waivers, a dzień później podpisał kontrakt z Washington Capitals.
W sierpniu 2019 został zawodnikiem Dinama Moskwa. W kwietniu 2020 przedłużył tam kontrakt o dwa lata. Na koniec maja 2021 ogłoszono jego odejście z Dinama, jako że zawodnik postanowił kontynuować karierę w NHL.
Pod koniec lipca 2021 ogłoszono jego transfer do Arizona Coyotes w NHL. W lipcu 2022 ogłoszono jego angaż w rosyjskim SKA Sankt Petersburg z KHL. W czerwcu 2023 ogłoszono jego transfer do Ak Barsa Kazań.
Został reprezentantem Czech. Uczestniczył w turniejach mistrzostw świata juniorów do lat 18 edycji 2011, mistrzostw świata juniorów do lat 20 edycji 2012, 2013. W barwach seniorskiej reprezentacji Czech brał udział w turniejach Pucharu Świata 2016, mistrzostw świata 2018, 2019.

## Statystyki

### Sezon zasadniczy i play-off
| 2010–11     | HC Slavia Praha  | ELH         | 33  | 3  | 7  | 10 | 16 | 17 | 2 | 1 | 3 | 31 |
| 2011–12     | HC Slavia Praha  | ELH         | 30  | 1  | 1  | 2  | 16 | —  | — | — | — | —  |
| 2012–13     | Moncton Wildcats | QMJHL       | 51  | 46 | 53 | 99 | 73 | 5  | 1 | 2 | 3 | 16 |
| 2012–13     | St. Louis Blues  | NHL         | 2   | 0  | 0  | 0  | 0  | —  | — | — | — | —  |
| 2013–14     | Chicago Wolves   | AHL         | 42  | 15 | 14 | 29 | 28 | 9  | 4 | 5 | 9 | 10 |
| 2013–14     | St. Louis Blues  | NHL         | 18  | 1  | 1  | 2  | 8  | —  | — | — | — | —  |
| 2014–15     | St. Louis Blues  | NHL         | 54  | 13 | 5  | 18 | 16 | 6  | 0 | 1 | 1 | 2  |
| 2015–16     | St. Louis Blues  | NHL         | 65  | 4  | 9  | 13 | 26 | 6  | 1 | 1 | 2 | 5  |
| 2015–16     | Chicago Wolves   | AHL         | 3   | 1  | 1  | 2  | 4  | —  | — | — | — | —  |
| 2016–17     | St. Louis Blues  | NHL         | 51  | 1  | 10 | 11 | 18 | 2  | 1 | 0 | 1 | 4  |
| 2017–18     | St. Louis Blues  | NHL         | 76  | 6  | 11 | 17 | 14 | —  | — | — | — | —  |
| NHL łącznie | NHL łącznie      | NHL łącznie | 266 | 25 | 36 | 61 | 82 | 14 | 2 | 2 | 4 | 11 |

### Międzynarodowe
| Rok                | Drużyna            | Turniej            | Wynik              | M  | G | A | Pkt | Min |
| ------------------ | ------------------ | ------------------ | ------------------ | -- | - | - | --- | --- |
| 2011               | Czechy             | MŚ U18             | 8                  | 6  | 4 | 1 | 5   | 10  |
| 2012               | Czechy             | MŚJ                | 5                  | 6  | 1 | 1 | 2   | 4   |
| 2013               | Czechy             | MŚJ                | 5                  | 6  | 3 | 3 | 6   | 12  |
| 2016               | Czechy             | PŚ                 | 6                  | 3  | 0 | 0 | 0   | 0   |
| Juniorskie łącznie | Juniorskie łącznie | Juniorskie łącznie | Juniorskie łącznie | 18 | 8 | 5 | 13  | 26  |
| Seniorskie łącznie | Seniorskie łącznie | Seniorskie łącznie | Seniorskie łącznie | 3  | 0 | 0 | 0   | 0   |

## Osiągnięcia
Klubowe
- Brązowy medal mistrzostw Rosji: 2020 z Dinamem Moskwa

Indywidualne
- KHL (2019/2020):
  - Drugie miejsce w klasyfikacji strzelców w sezonie zasadniczym: 31 goli
    - Pierwsze miejsce w klasyfikacji strzelców zwycięskich goli meczowych w sezonie zasadniczym: 8 goli

  - Czwarte miejsce w klasyfikacji asystentów w sezonie zasadniczym: 32 asysty
  - Drugie miejsce w punktacji kanadyjskiej w sezonie zasadniczym: 63 punkty
  - Trzecie miejsce w klasyfikacji +/- w sezonie zasadniczym: +34
  - Drugie miejsce w klasyfikacji wykonanych uderzeń ciałem w sezonie zasadniczym: 166
  - Złoty Kij – Najbardziej Wartościowy Gracz (MVP) sezonu regularnego[15][16]
  - Nagroda Najlepsza Trójka dla tercetu najskuteczniejszych strzelców ligi (oraz André Petersson i Wadim Szypaczow): łącznie 34 gole
- KHL (2020/2021):
  - Najlepszy napastnik miesiąca - listopad 2020[17], luty 2021[18]
  - Pierwsze miejsce w klasyfikacji strzelców w sezonie zasadniczym: 38 goli[19]
    - Pierwsze miejsce w klasyfikacji strzelców zwycięskich goli meczowych w sezonie zasadniczym: 9 goli

  - Czwarte miejsce w punktacji kanadyjskiej w sezonie zasadniczym: 60 punktów
  - Czwarte miejsce w klasyfikacji +/- w sezonie zasadniczym: +25
  - Pierwsze miejsce w klasyfikacji wykonanych uderzeń ciałem w sezonie zasadniczym: 202
  - Złoty Kask (przyznawany sześciu zawodnikom wybranym do składu gwiazd sezonu)
- KHL (2022/2023):
  - Zwycięski gol w finale Meczu Gwiazd KHL 2022 dla drużyny Dywizji Bobrowa (11 grudnia 2022)[20]
  - Pierwsze miejsce w klasyfikacji strzelców w sezonie zasadniczym: 40 goli
  - Pierwsze miejsce w klasyfikacji strzelcówkanadyjskiej w sezonie zasadniczym: 62 punkty
  - Pierwsze miejsce w klasyfikacji wykonanych uderzeń ciałem w sezonie zasadniczym: 280
  - Złoty Kij – Najbardziej Wartościowy Gracz (MVP) sezonu regularnego
  - Złoty Kask (przyznawany sześciu zawodnikom wybranym do składu gwiazd sezonu)
- KHL (2024/2025):
  - Pierwsze miejsce w klasyfikacji wykonanych uderzeń ciałem w sezonie zasadniczym: 248
  - Pierwsze miejsce w klasyfikacji wykonanych uderzeń ciałem w fazie play-off: 55